# La aguadora
La aguadora es una pintura de Francisco de Goya.

## Historia y descripción
La figura femenina representada es una joven de clase trabajadora de Zaragoza. Viste un vestido marrón muy usado, un chal de tela blanca cruzado sobre su pecho y una tela amarilla alrededor de la cintura a modo de faja, anudada flojamente al costado para ayudar a sostener el peso del cántaro. Del borde raído y desigual de su falda rústica sobresale el bajo de la enagua blanca; su cabello ondulado, un poco despeinado por la brisa, está recogido en la nuca, en un vistoso moño, sujeto por un cordón. La joven apoya sobre su cadera derecha un cántaro de barro que sostiene con la mano, mientras que en la izquierda lleva un cesto de mimbre con vasos de estaño o peltre en su interior, dispuestos para repartir el agua.
Orgullosa y confiada, de pie a plena luz, con el cuerpo ligeramente arqueado para soportar el peso de la vasija, con paso firme y piernas ligeramente separadas, mira al espectador a la cara, combativa, enérgica, orgullosa de su trabajo y de su juventud. Al fondo se vislumbra un paisaje neutro, pintado en tonos grises. Las sombras son las características de la hora anterior a la puesta del sol. La aguadora es un verdadero retrato, tomado del natural y en su inmediatez, que escapa a los cánones académicos y oficiales, pues representa a una sencilla y joven campesina y no a un personaje acomodado.

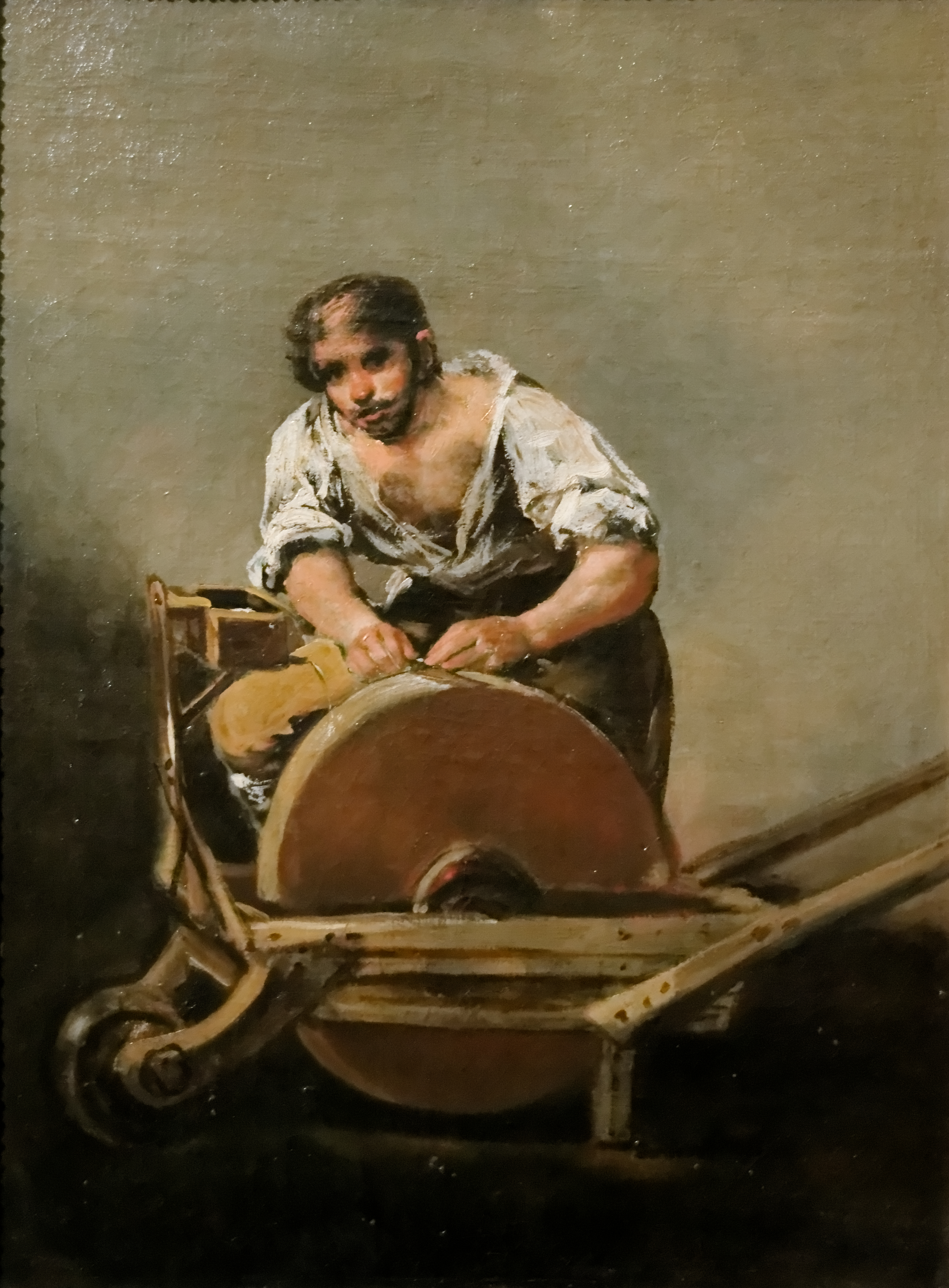
Francisco de Goya, El afilador.

El cuadro tiene su propio pendant o compañero, del mismo tamaño y  estilo, que representa a El afilador y se conserva en el mismo museo: ambos cuadros son contemporáneos de las célebres obras de Goya sobre Los desastres de la guerra. La pose y la perspectiva ligeramente baja engrandecen la figura, lo que encaja con la interpretación de ambas obras, como homenajes del artista a los héroes anónimos que se enfrentaban a las tropas napoleónicas. La aguadora recordaría a las mujeres que llevaban agua, vino y aguardiente a los combatientes y el afilador a los que preparaban sus armas.
En el inventario, levantado en 1812 para la división de bienes entre Francisco Goya y su hijo Javier, al día siguiente de la muerte de Josefa Bayeu, su esposa y madre respectivamente, se distinguen El afilador y La aguadora en el número 13, con un valor de trescientos reales y las palabras: Una aguadora y su compañero. Ambas obras fueron probablemente compradas directamente al pintor por el príncipe Alois von Kaunitz-Rietberg de Viena cuando fue embajador en Madrid en 1815-1817. En 1820 fue subastada la colección de arte del príncipe, entre las que se encontraban La aguadora y El afilador. Ambas pasaron a la colección Esterházy, y en 1871, al Museo de Bellas Artes de Budapest. Hay varias copias y variaciones de estas dos pinturas, pero el autógrafo de Goya no es tan seguro, que atestiguan su éxito.
La pintura, presentando de manera veraz el mundo de los humildes trabajadores urbanos y, en particular, la condición del trabajo femenino, precede por décadas a las obras de Gustave Courbet.

## Influencia cultural
Apareció en un sello postal emitido por Correos de Hungría, el 30 de mayo de 1968 como parte de una serie con las pinturas más conocidas del Museo de Bellas Artes de Budapest.

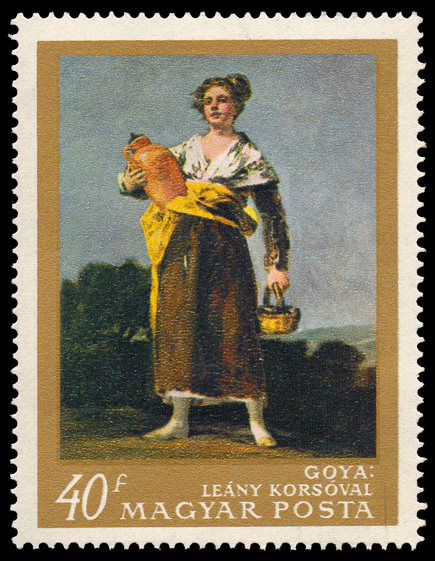
Sello de correos húngaro, 40 F.